# Église vieille-catholique d'Autriche
L' Église vieille-catholique d'Autriche (allemand : Altkatholische Kirche Österreichs) est l'église autrichienne membre de l' Union d'Utrecht des Églises anciennes catholiques. Elle a été reconnue nationalement en 1877, malgré les objections de la dynastie impériale et de la hiérarchie catholique romaine  dans un empire  Autriche-Hongrie en faveur de Vatican I.
En 1997, l'église commence à ordonner des femmes. En 2007, l'église a élu l'évêque John Okoro, un ancien prêtre catholique du Nigéria,  qui est devenu membre de la vieille église catholique d'Autriche en 1999. Avant son élection, il avait été curé de la paroisse du Vorarlberg. Il a pris sa retraite en 2015 et le nouvel évêque Heinz Lederleitner a été élu lors de la réunion synodale de Klagenfurt le 24 octobre 2015 et consacré à Vienne le 13 février 2016.
Au sein de l'Union d'Utrecht, l'Église vieille-catholique d'Autriche a également compétence sur l'Église vieille-catholique de Croatie et sur d'autres régions de l'ex-Yougoslavie.

## Evêques catholiques d'Autriche
Les évêques suivants ont gouverné l’église vielle catholique d'Autriche.
- Adalbert Schindelaar (1925-1926)
- Robert Tüchler (1928-1942)
- Stefan Török (1948-1972)
- Nikolaus Hummel (1975-1994)
- Bernhard Heitz (1994-2007)
- John Okoro (2008-2015)
- Heinz Lederleitner (2016-2023)
- Maria Kubin (2023-...)